# میل بارتش-هکلی
میل بارتش-هکلی (انگلیسی: Michelle Bartsch-Hackley؛ زادهٔ ۱۲ فوریهٔ ۱۹۹۰) بازیکن والیبال اهل ایالات متحده آمریکا است.
از باشگاه‌هایی که در آن بازی کرده‌است می‌توان به فوتورا بوستو آرسیتسیو اشاره کرد.